# Burg Hornberg (Neckarzimmern)
Die Burg Hornberg war nach ältesten Urkunden eine Gaugrafenburg und später eine Ritterburg auf einem steilen 228,6 m ü. NHN hohen Bergsporn über dem Neckartal oberhalb des Ortes Neckarzimmern zwischen Bad Wimpfen und Mosbach. Die Spornburg bestand ursprünglich aus zwei eigenständigen Burganlagen mit gemeinsamer Vorburg, die erst später durch eine Mauer umfasst wurden. Götz von Berlichingen lebte 45 Jahre auf Burg Hornberg, für die er sich schon als Jugendlicher begeisterte. Das zur Burg gehörende, nach Urkundenlage zweitälteste noch bestehende Weingut der Welt betreibt unterhalb der Burg auf Steilterrassen traditionellen Weinbau.
Die Burg wurde von der Denkmalstiftung Baden-Württemberg zum Denkmal des Monats August 2013 ernannt.

## Geschichte

### Gründung und Ersterwähnung

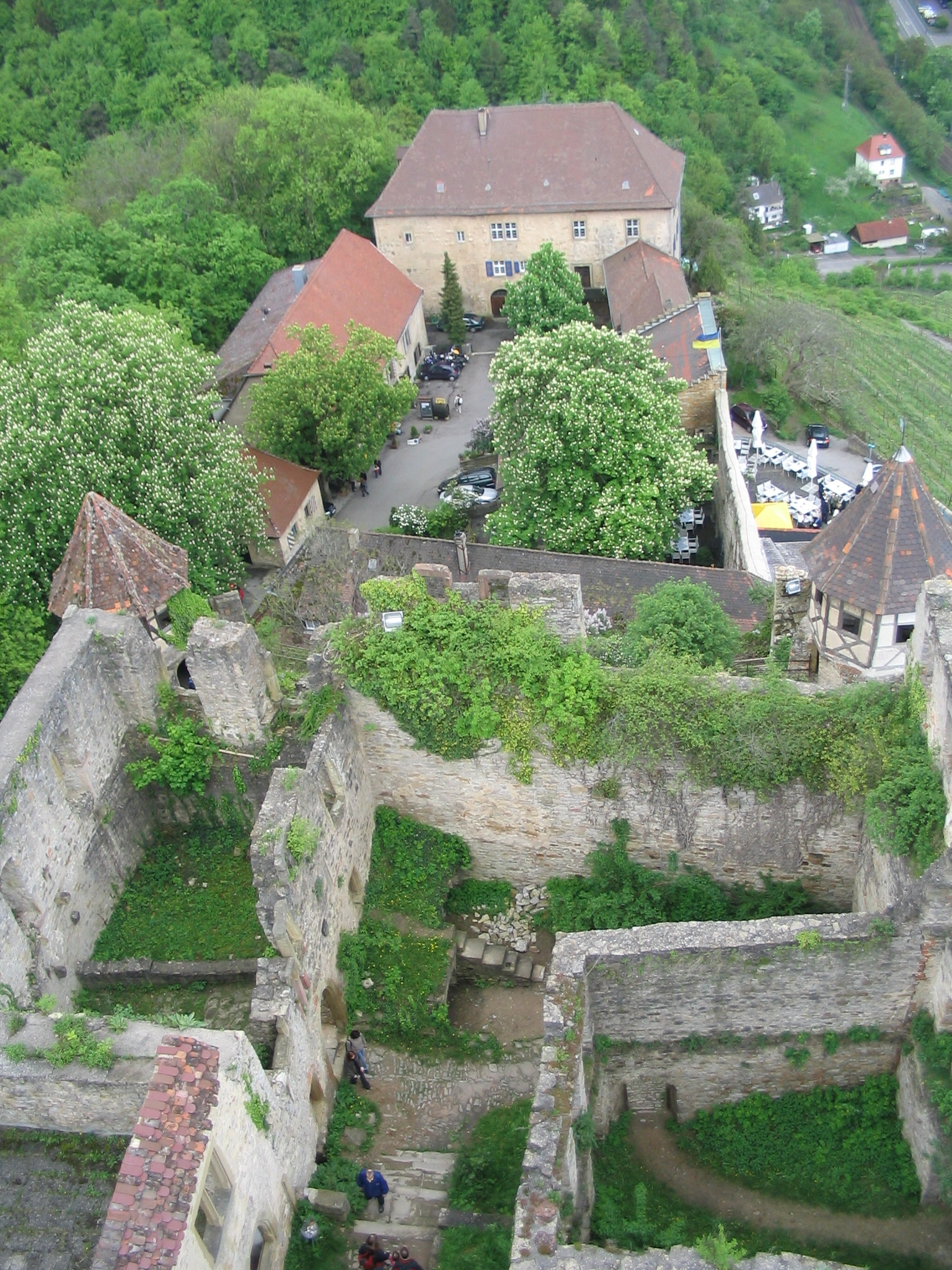
Überblick über die Burg vom Bergfried aus

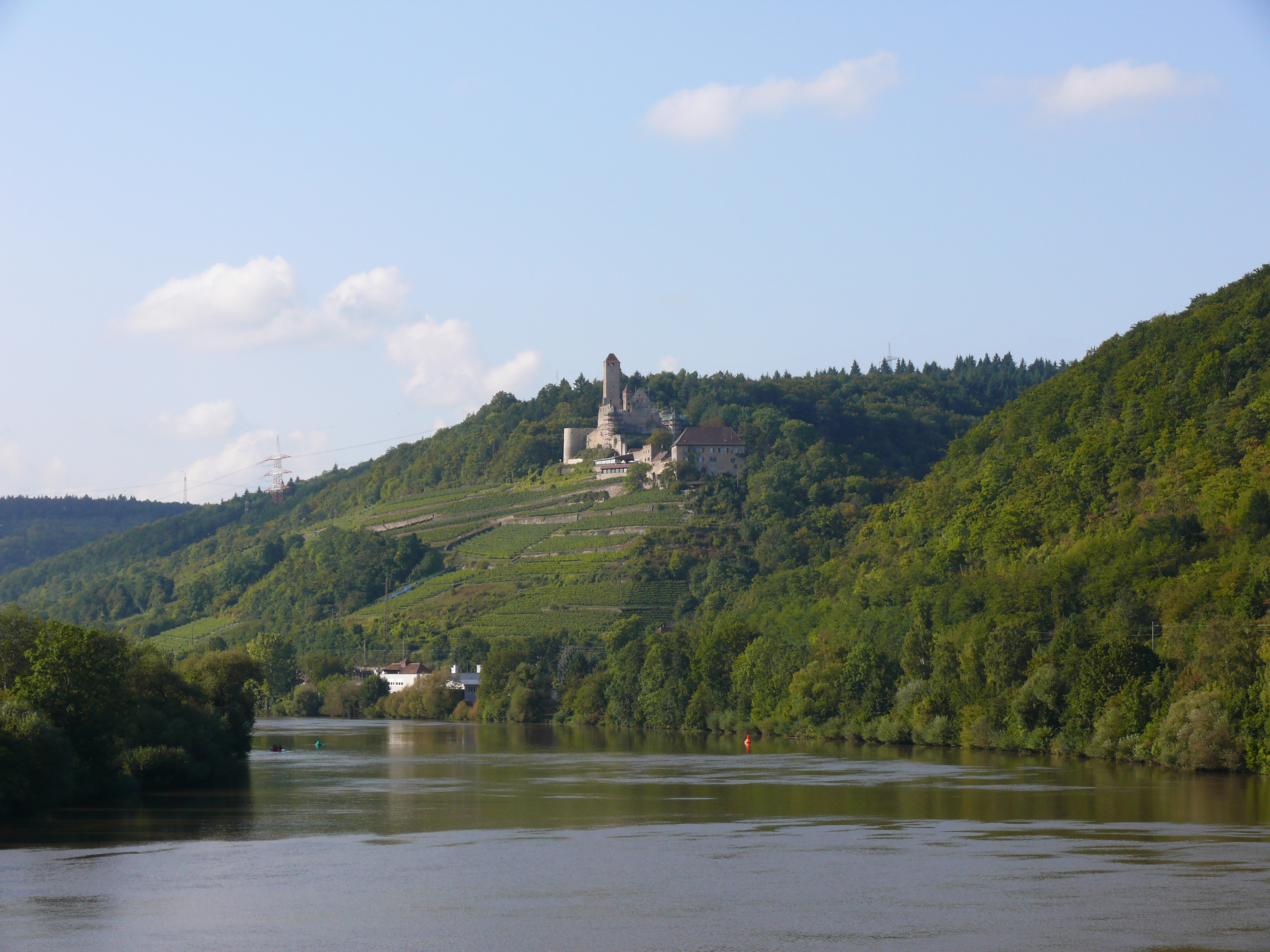
Die Burg vom Haßmersheimer Neckarsteg aus

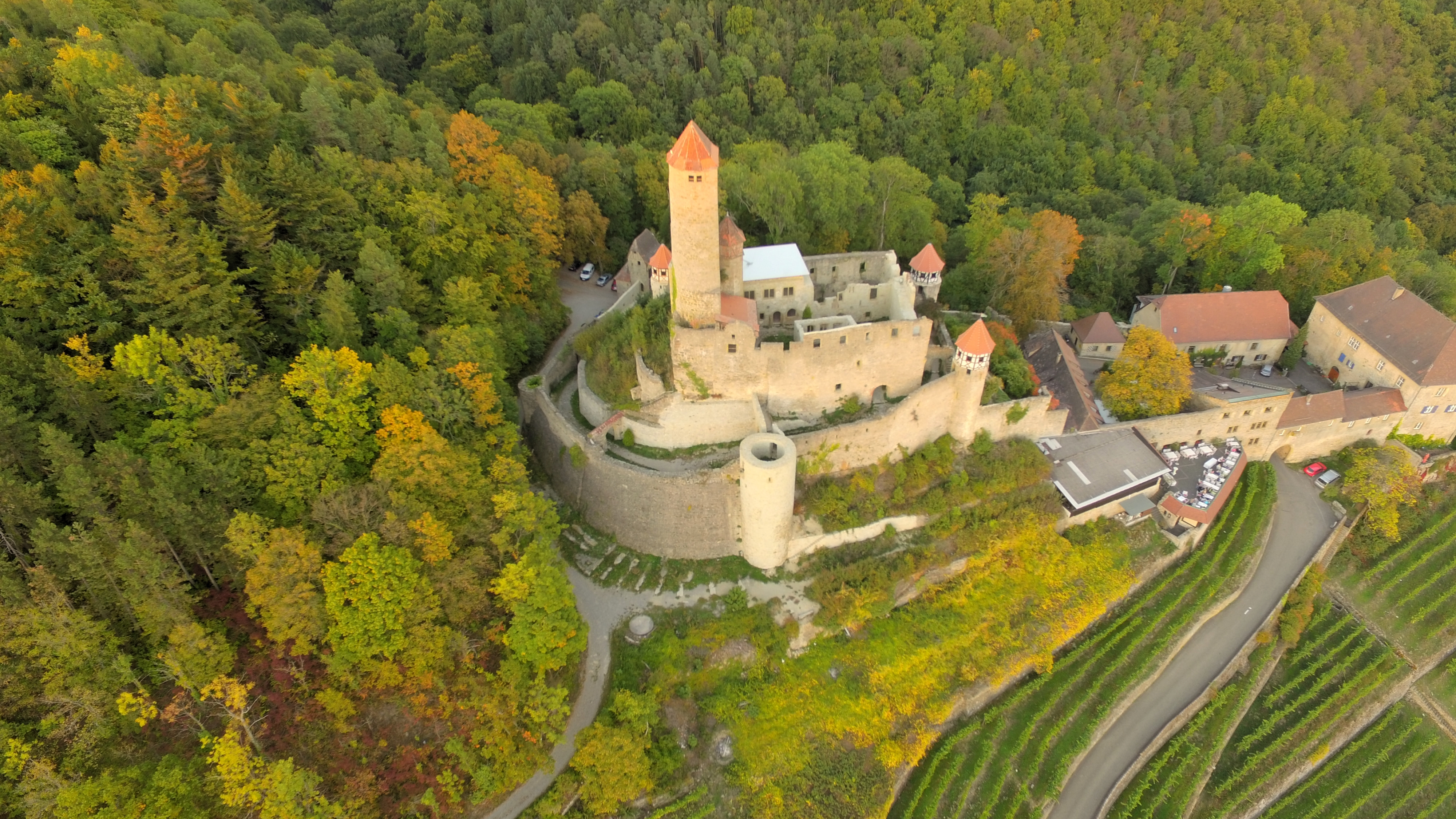
Luftaufnahme aus Richtung West

Die Anfänge der Burg liegen im Dunkeln, jedoch scheint sie spätestens im 11. Jahrhundert gegründet worden zu sein. Die erste urkundliche Erwähnung der Burg weist im Jahr 1184 die Grafen von Lauffen als Eigentümer aus, die bereits 1011 mit dem auf der anderen Neckarseite gelegenen Ort Haßmersheim begütert waren und die Aufsicht über die Neckarschifffahrt innehatten. In der Urkunde von 1184 kamen die Brüder Boppo (V.) und Konrad von Lauffen darin überein, dass Boppo die Burg Hornberg künftig im Alleinbesitz hatte und sein Bruder Konrad ein Gut in Grensheim (auch Grenzhof) als Ausgleich erhielt. Mutmaßlich war das Lauffener Territorium zuvor nach dem Tod ihres Vaters Boppo (IV.) zwischen Boppo (V.) und Konrad aufgeteilt worden, wobei Boppo die südöstlichen und Konrad die nordwestlichen Gebiete zugefallen waren und die Burg Hornberg durch ihre Lage in der Mitte des Herrschaftsgebiets geteilt worden war. Durch ihre zentrale Lage könnte Hornberg in der Spätphase der Grafen von Lauffen die strategisch wichtigste Burg gewesen sein. Nach dem Aussterben dieses Geschlechts 1216–1219 gelangten die Herren von Dürn (Walldürn) durch Einheirat über Boppos (V.) Tochter Mechthild in den Besitz der Anlage. Im Jahr 1259 verkauften die Herren von Hornberg die Burg an den Bischof von Speyer, und 1263 verzichteten die Brüder von Dürn und Graf Ludwig II. von Ziegenhain zugunsten des Bischofs von Speyer auf ihre Rechte.

### Die zwei Burgen Hornberg
Damit war das Hochstift Speyer Eigentümer der Burg Hornberg mit den dazugehörigen Dörfern Neckarzimmern, Steinbach und Haßmersheim. Die in der Folge häufig wechselnden Besitzer mussten sich von Speyer belehnen lassen. Bereits 1283 trat mit den Pfauen von Hornberg ein neues Geschlecht in der Gegend auf, das sich später Hornecke von Hornberg nannte, jedoch zu dieser Zeit als Besitzer der Burg nicht nachweisbar ist.
Im Jahre 1330 sah sich Bischof Walram von Speyer (1328 bis 1336) aufgrund seiner starken Verschuldung gezwungen, die Pflege seines Hochstifts samt seiner Besitzungen dem Erzbischof von Trier anzuvertrauen. Dem Nachfolger Walrams, Gerhard von Ehrenberg, gelang es sehr schnell, die Schuld an Trier zu bereinigen, so dass bereits 1338 Burg Hornberg und alle anderen Besitzungen wieder in den Besitz des Bistums Speyer zurückkamen, das von nun an die Lehnsherrlichkeit über die Burg sowie der dazugehörenden Dörfer Neckarzimmern und Steinbach bis 1803 innehatte.
Nachdem das Dorf Steinbach im Jahr 1341 durch einen der Herren von Helmstatt, die im 14. und 15. Jahrhundert Burg und Dorf als Lehen hatten, befestigt worden war und das Stadtrecht erhielt, hatten die zwei Burgen Hornberg (Duo Castra Horimberch), wie sie damals in Urkunden erschien, als Schutzfestung eine besondere Bedeutung für das Bistum Speyer. Bis Mitte des 15. Jahrhunderts fungierte sie als östliches Bollwerk des Hochstifts. Um 1430 ist überliefert, dass Pfalzgraf Otto eine Hälfte der Burg Hornberg besaß und sie an Hans von Berlichingen verkaufte, der sie aber vermutlich später wieder verkaufte. Zwischen 1263 und 1464 waren sehr häufige Besitzerwechsel auf Burg Hornberg; bis zu dreimal im Jahr. Die Ursache hierfür waren neben den häufigen Verpfändungen der Burg auch, schon mit der ersten Urkunde über den Besitz der Brüder von Lauffen beginnend, dass immer wieder vom Besitz der halben Burg zu lesen ist, zeitweise also verschiedene Personen bzw. Familien die untere Burg mit Steinbach und Haßmersheim bzw. die obere Burg mit Neckarzimmern zu Lehen hatten.

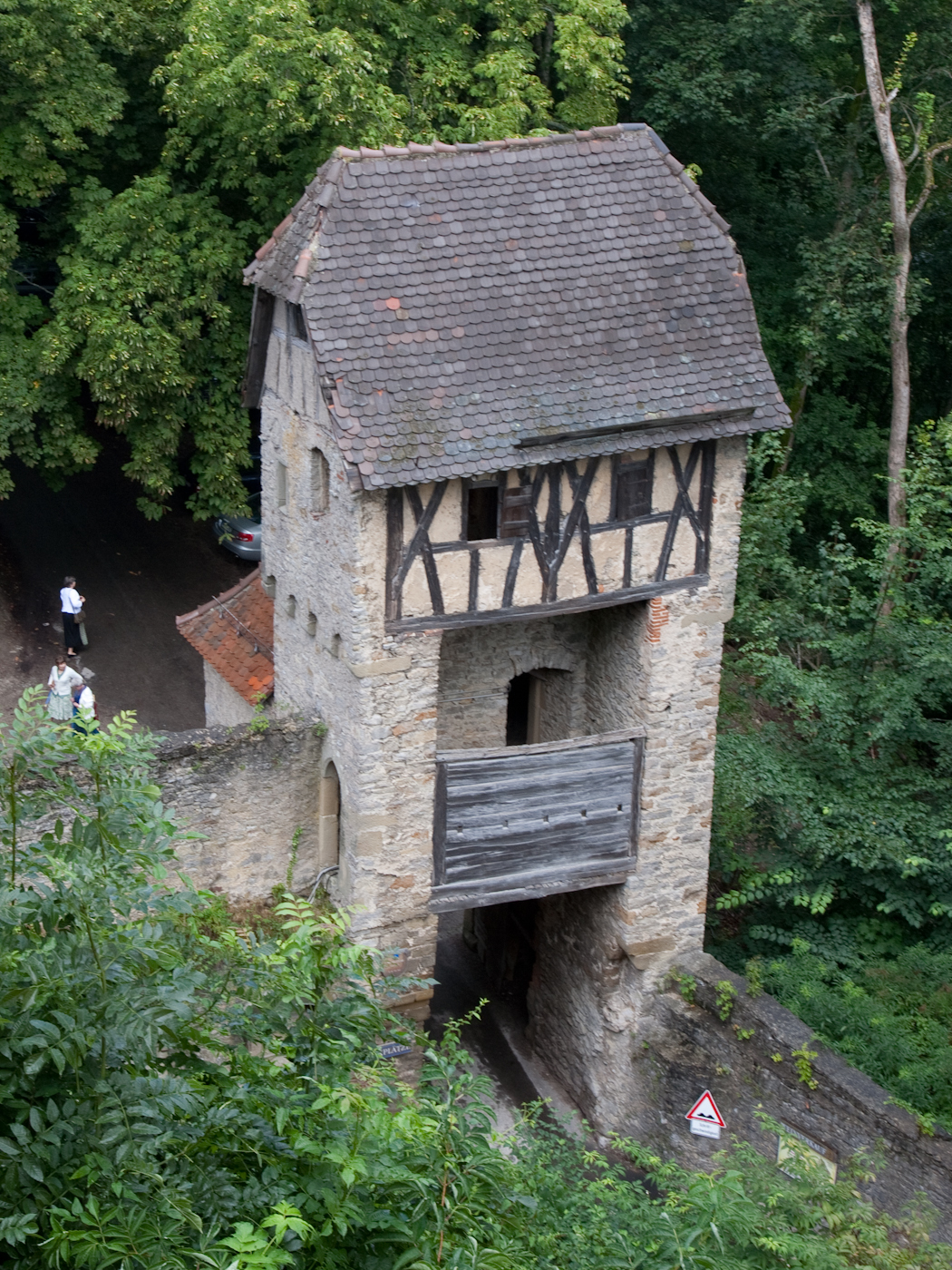
Toranlage der Burg Hornberg
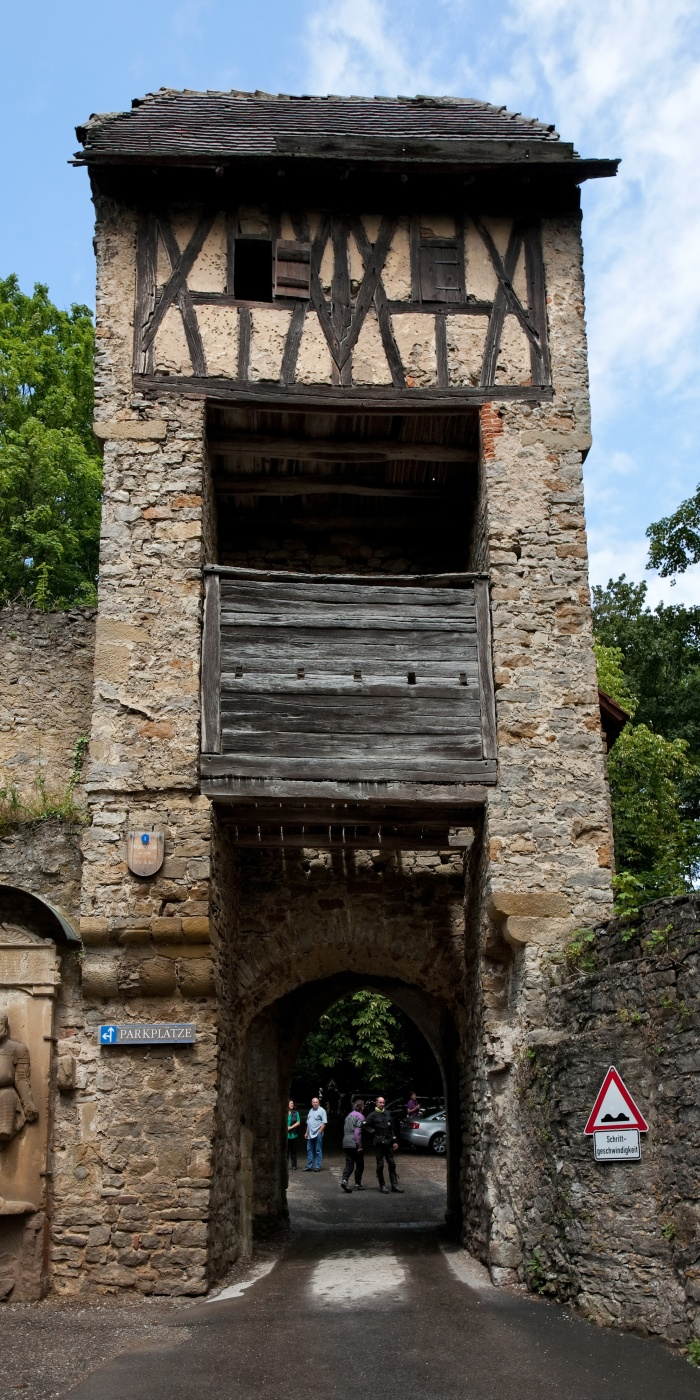
Toranlage der Burg Hornberg
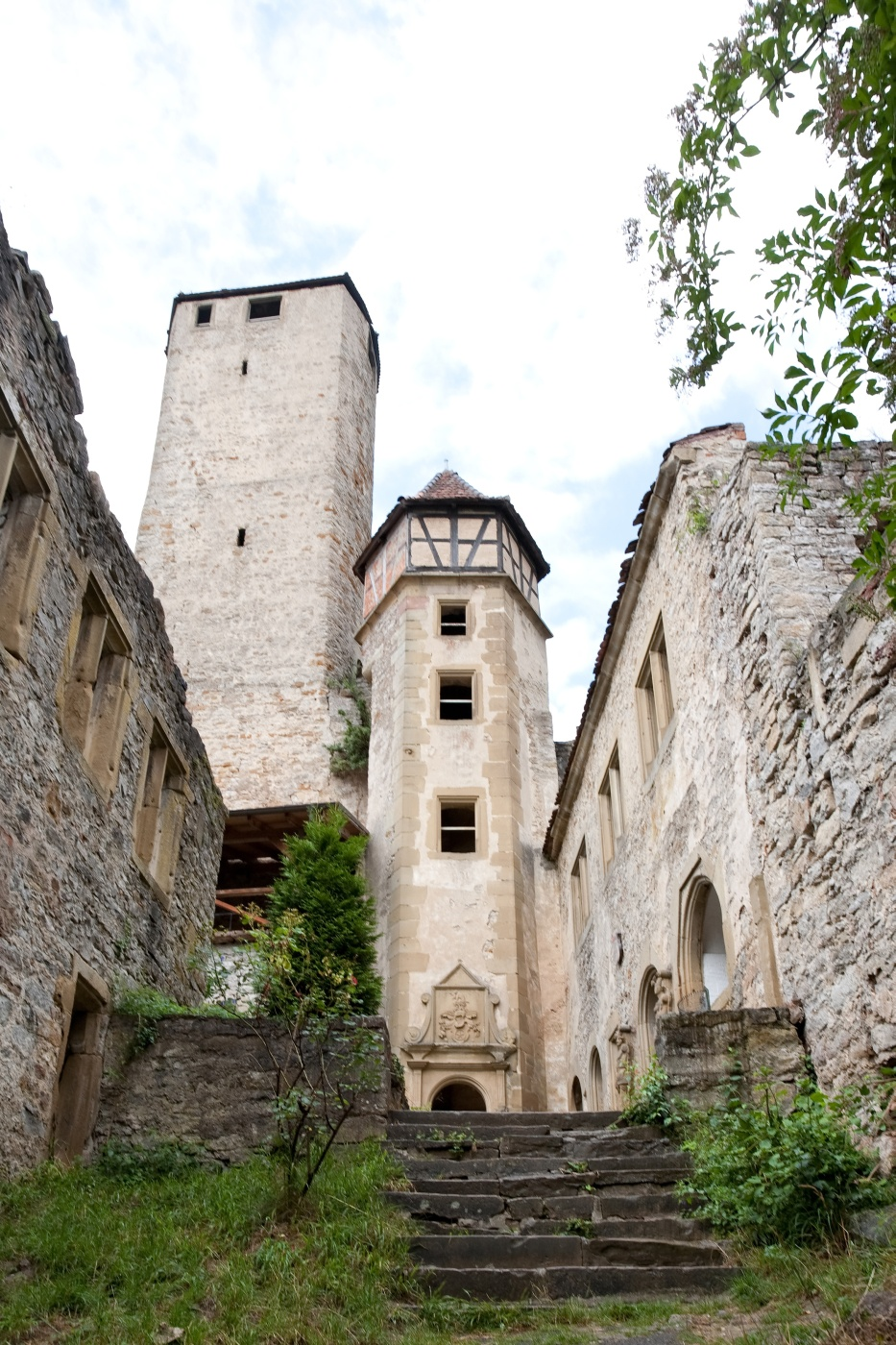
Pallas der oberen Burg
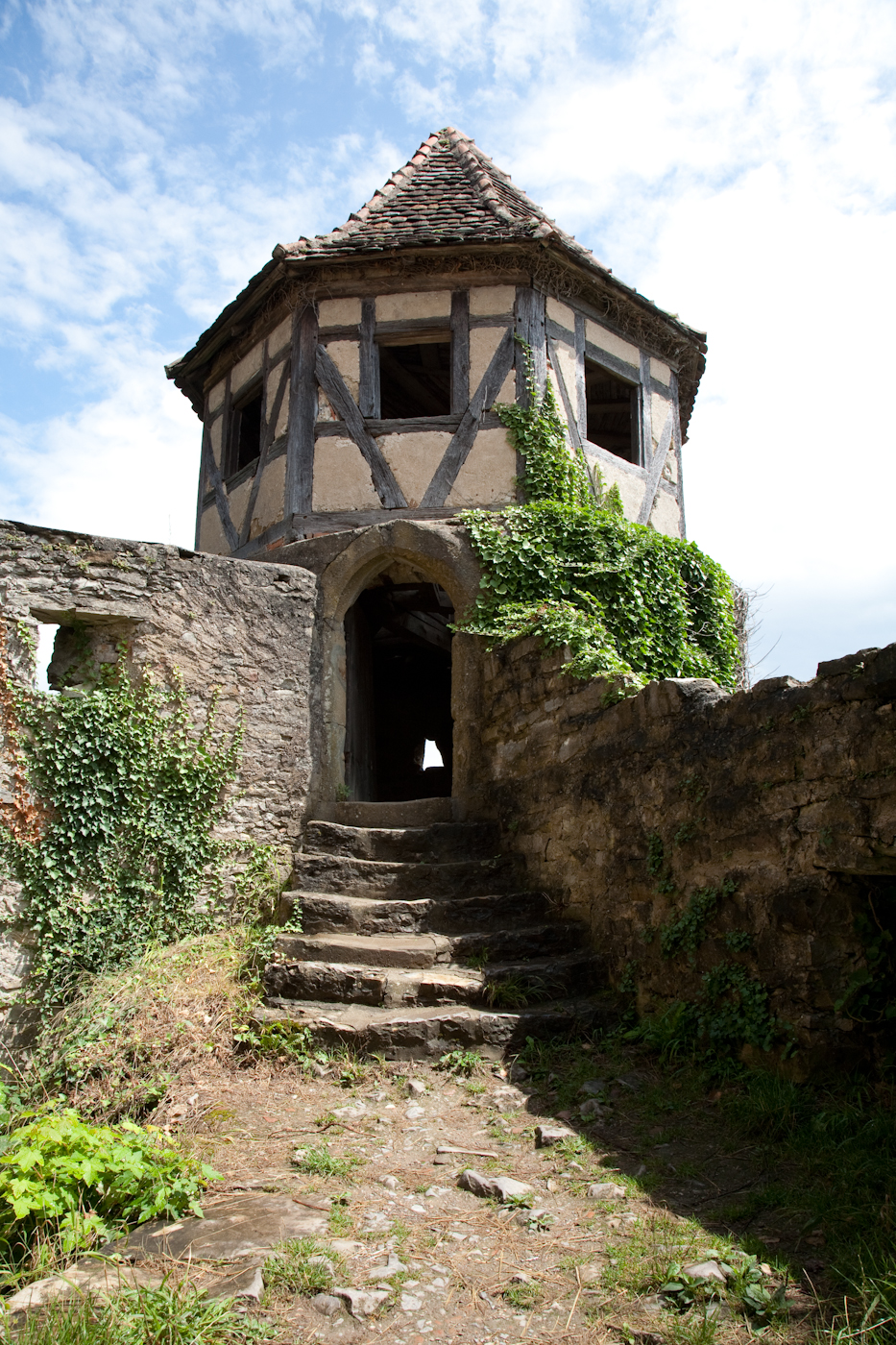
Fachwerkturm

### Burg Hornberg im unrechtmäßigen Eigentum der Pfalzgrafen
Schließlich verkaufte Speyer die gesamte Burg Hornberg (samt Neckarzimmern, Steinbach und Haßmersheim) im Jahr 1464 an Lutz Schott von Schottenstein. 1470 erhielt Schott auch das Lehen für seinen neuen Besitz. Schon 1474 jedoch eroberte Kurfürst von der Pfalz Friedrich der Siegreiche, nach einem Zwist mit seinem Dienstmann Schott wegen der morganatischen Ehe des Pfalzgrafen, die Burg Hornberg. Nach einem weiteren militärischen Konflikt um die Burg am 12. September 1480 gelang es dem Sohn von Lutz Schott, Conz Schott von Schottenstein, im Zuge der bayerischen Fehde im Jahr 1504, den Hornberg sowie die zugehörigen Orte mithilfe von 60 befreundeten Reitern (vermutlich sind Ritter gemeint, sowie für jeden Ritter drei bis fünf Knechte) für die Familie Schott von Schottenstein zurückzuerobern. Zwei danach ausgetragene Prozesse bestätigten ihn auch als rechtmäßigen Besitzer und verurteilten den Pfalzgrafen zur Zahlung von 1800 Gulden als Entschädigung, für die Zeit, die er der Familie Schott die Burg unrechtmäßig entzogen hatte. Mit diesem Geld begann Schott sofort mit dem Ausbau und der weiteren Befestigung der beiden Burgen, indem er beispielsweise die beiden Burgen und die gemeinsame Vorburg mit der noch heute vorhandenen Umfassungsmauer zu einer Burg vereinte.

### Burg Hornberg – der Wohnsitz von Götz von Berlichingen

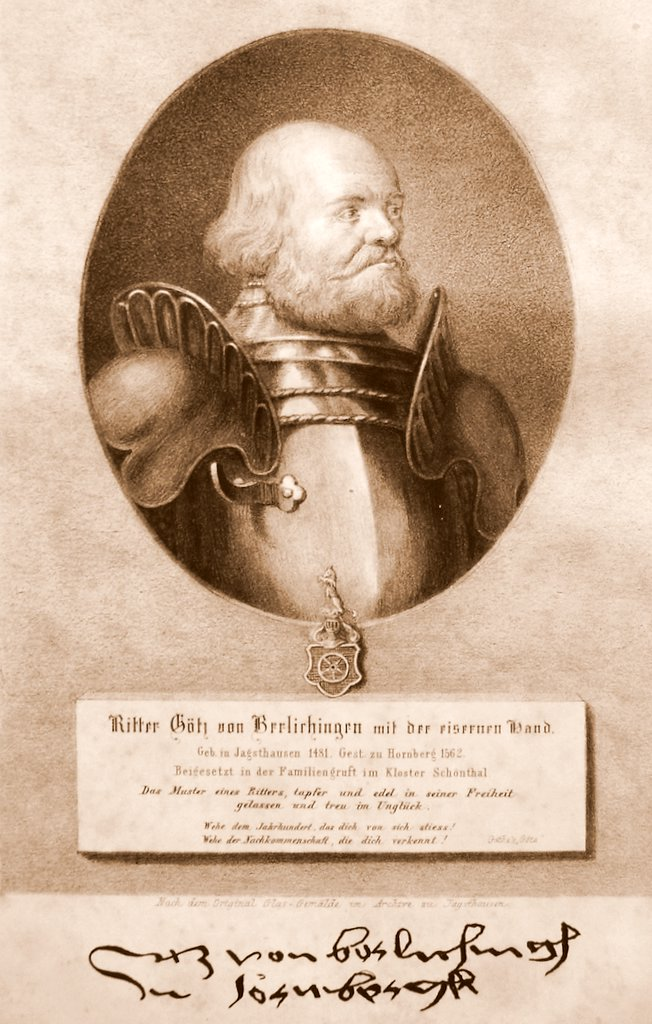
Götz von Berlichingen zu Hornberg war Besitzer im 16. Jahrhundert.

Im Jahr 1517 kaufte Götz von Berlichingen, der Ritter mit der eisernen Hand, die Burg mit Steinbach und Haßmersheim für 6500 Gulden von Conz Schott von Schottenstein und lebte auf dieser, zusammen mit seiner Familie, bis zu seinem Tode 1562. Götz benannte sich seitdem nach seiner Burg, führte den Namen „von Berlichingen zu Hornberg“ und begründete die Hornberg-Rossacher Hauptlinie. Vom Bauernaufstand des Jahres 1525 blieb Burg Hornberg verschont, da Götz von Berlichingen vorübergehend erzwungenermaßen Hauptmann bei den Aufständischen war. Wegen seiner Teilnahme am Bauernkrieg wurde er 1528 nach Augsburg bestellt und für zwei Jahre gefangen gesetzt. Erst nachdem er Urfehde geschworen hatte, den Bezirk von Hornberg nicht mehr zu verlassen, Schadenersatz zu leisten und keine Rache zu üben, wurde er freigelassen. Ein Anklageverfahren vor dem Bundestag des Schwäbischen Bundes endete kurze Zeit später mit einem bedingten Freispruch, die Urfehde wurde 1541 von Kaiser Karl V. aufgehoben. Auf der Burg diktierte der Ritter seine Lebensgeschichte, die Johann Wolfgang von Goethe als Vorlage für seinen „Götz von Berlichingen“ diente. Im Jahr 1562 starb der „Ritter mit der eisernen Hand“ im Alter von 82 Jahren. Nach dem Tode von Götz ließ einer seiner Enkel, Philipp Ernst, ab dem Jahr 1573 die bereits zuvor begonnenen Um- und Erweiterungsbauten forciert durchführen und Verbesserungen an den Festungswerken vornehmen. Schon 1594 aber bewogen ihn finanzielle Schwierigkeiten und Prozesse bzw. Klagen, die seine Untertanen gegen ihn, bis hinauf zum kaiserlichen Gericht, führten, zum Verkauf an Hans Heinrich von Heußenstamm. Dieser erhielt sie im Jahr 1602 auch zu Lehen und errichtete in der Vorburg das Bandhaus, auch Wingerthaus bzw. Weinmeisterhaus genannt.

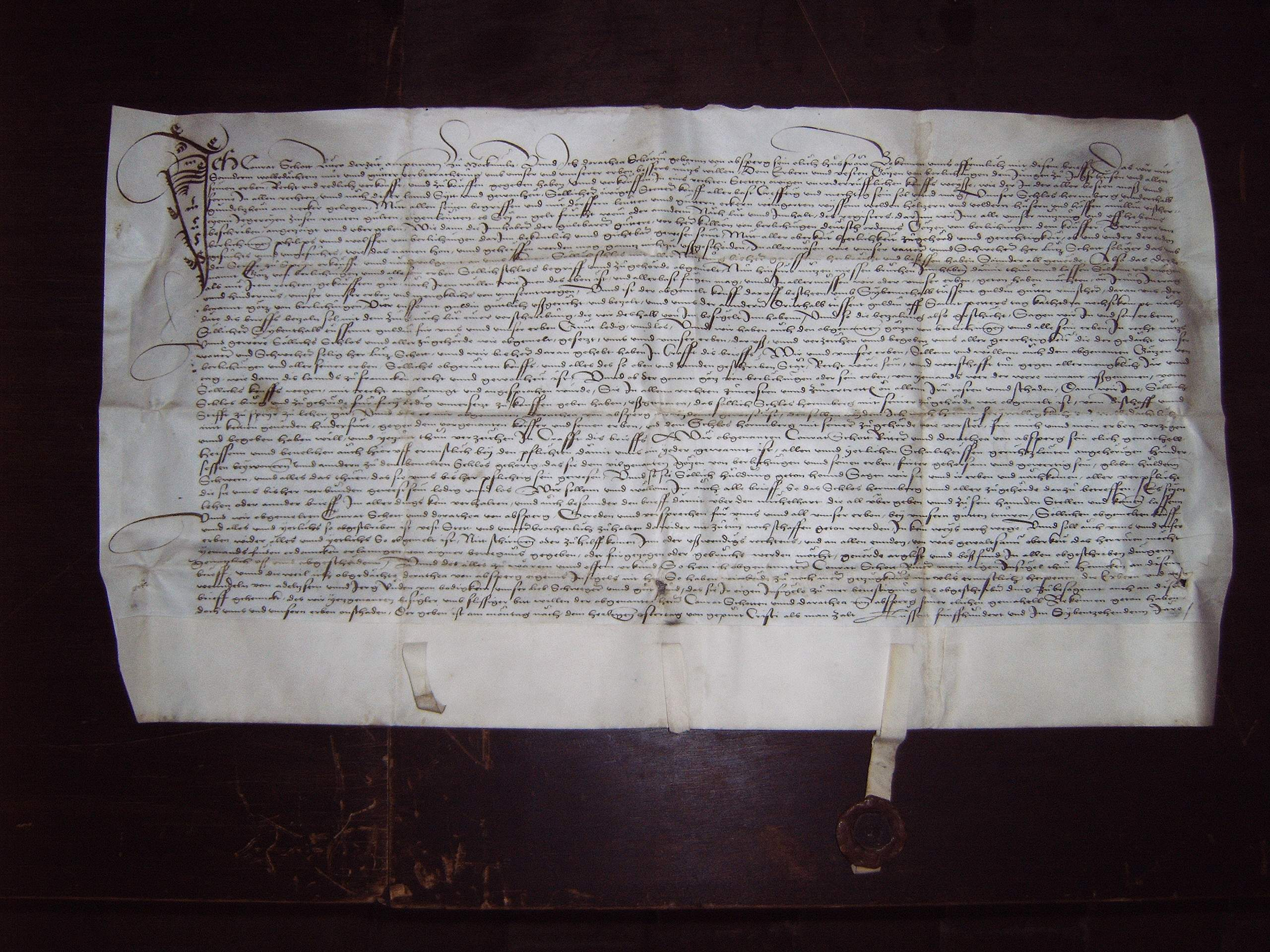
Götzens Kaufbrief über Burg Hornberg
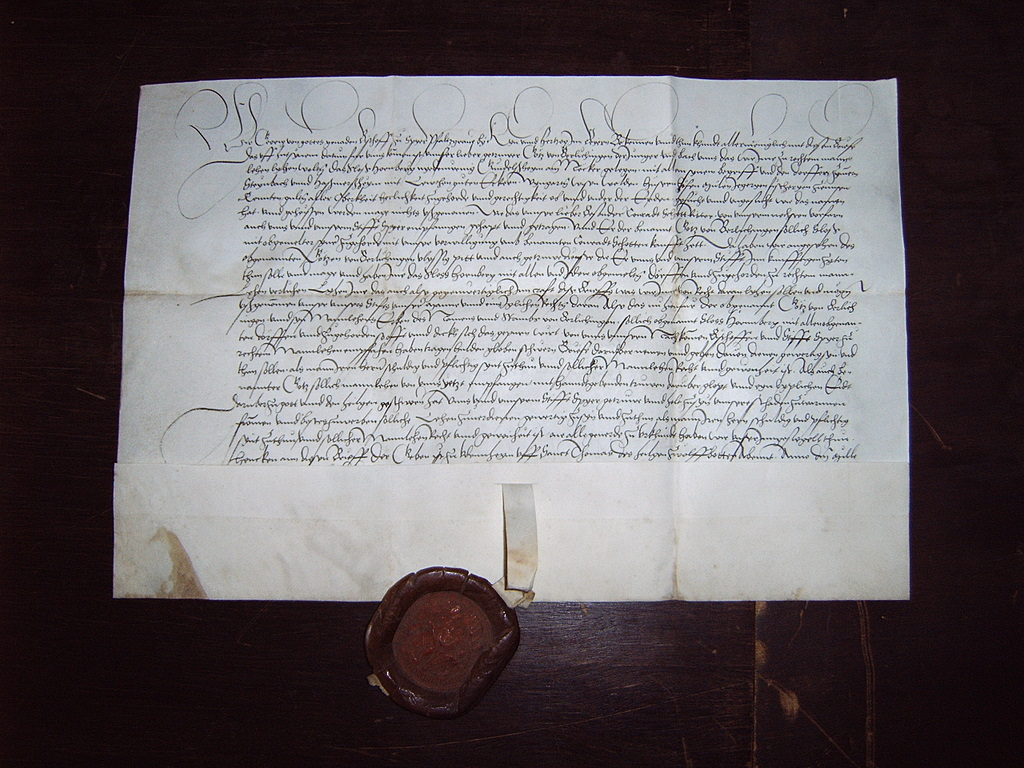
Mit dieser Urkunde wurde Götz von Berlichingen mit der Burg Hornberg belehnt
Philipp Ernst von Berlichingen-Hornberg 1594. Glasmalerei, Archiv Burg Hornberg

### Die Herren von Gemmingen auf Burg Hornberg

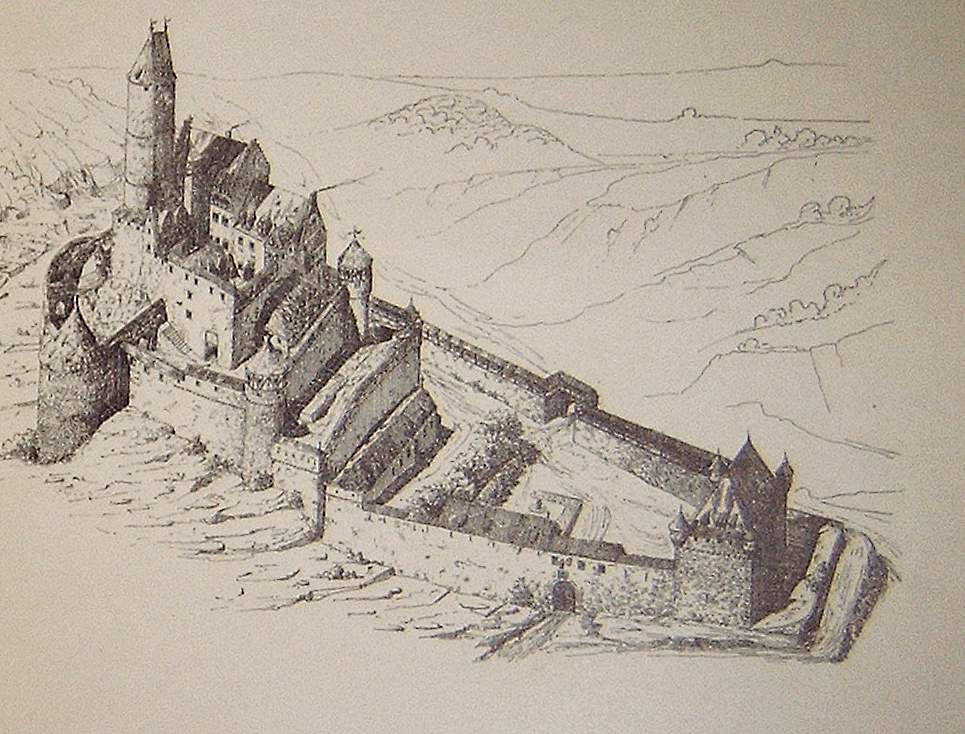
Rekonstruktion der Burg Hornberg um 1600

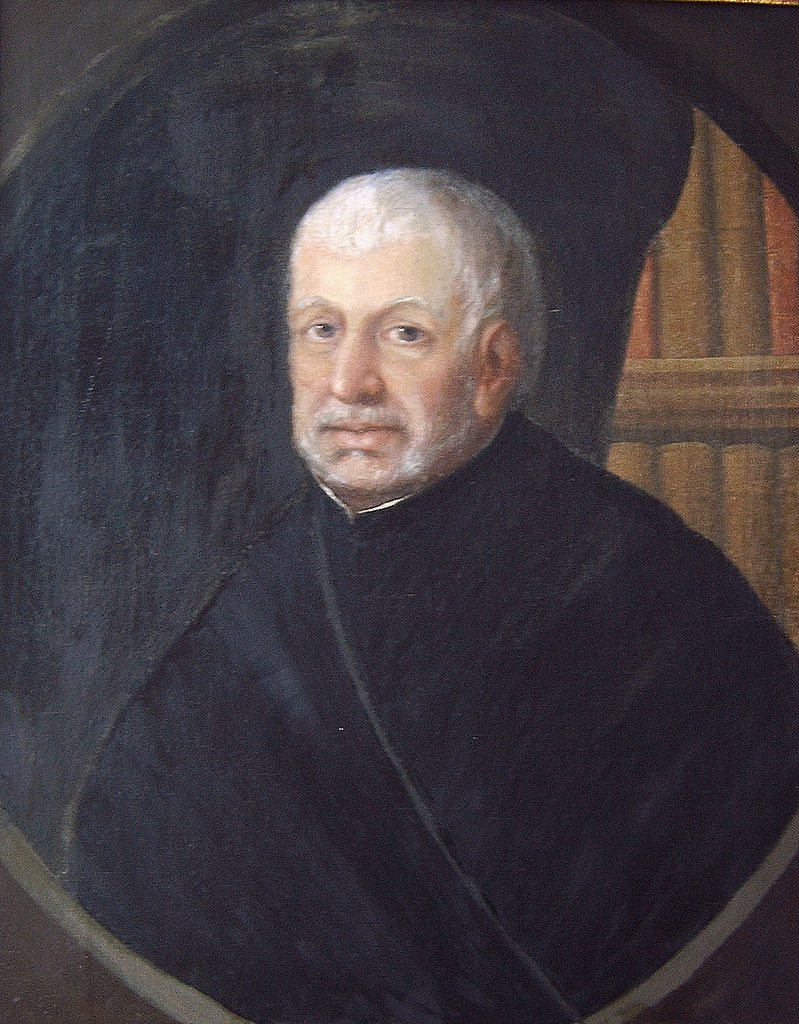
Reichsfreiherr Reinhard (der Gelehrte) von Gemmingen kaufte 1612 die Burg, die seine Nachfahren bis heute besitzen.

Im Jahr 1612 kaufte der kurfürstlich pfälzische Rat in Michelfeld, Reinhard (der Gelehrte) von Gemmingen, Burg Hornberg mit Neckarzimmern und Steinbach. Bis heute ist, nunmehr mit Dajo Freiherr von Gemmingen-Hornberg in der zwölften Generation, die Burg Hornberg im Besitz der Reichsfreiherren von Gemmingen. Bald nach dem Kauf verlegte die Familie ihren Wohnsitz jedoch vom Berg ins Tal, wo 1615 das Rentamt und 1657 das Neue Schloss (das heutige Rathaus von Neckarzimmern) entstanden. Im Dreißigjährigen Krieg wurde die Burg mehrmals besetzt und geplündert (1634, 1645) und im Pfälzischen Erbfolgekrieg (1689) von den Franzosen verwüstet und geplündert. Jedoch war die Anlage, obwohl nicht mehr dauerhaft bewohnt, bereits um 1700 wieder instand gesetzt.
Ab 1738 blieb die Burg bis zum Ende des 19. Jahrhunderts unbewohnt und dem Verfall preisgegeben sowie teilweise als Gutshof und Schafstall genutzt. Schließlich ließ um 1780 ein Burgverwalter in Abwesenheit des Burgherrn die vermutlich stark sanierungsbedürftigen Dächer der oberen Burg abdecken und machte damit diesen Teil der Burg zur Ruine. Das seitdem stark der Witterung ausgesetzte Schloss wurde im Zuge der Burgenromantik ab 1825 teilweise wieder instand gesetzt. Die abgegangenen Fachwerkaufsätze auf den Türmen und die Treppe im Bergfried wurden wieder aufgebaut, der auch ein neues Dach und neue Fenster erhielt. Der romanische Turmpalas der unteren Burg wurde um mindestens eine Etage auf die heutige Höhe abgetragen, dann wieder überdacht und in der nun obersten Etage eine Verwalterwohnung eingerichtet, die zunächst von Verwaltern bewohnt wurde.

### Heutige Nutzung
Ab der ersten Hälfte des 20. Jahrhunderts erfolgten umfangreiche Restaurierungsmaßnahmen. Zunächst wurde im Turmpalas der unteren Burg weiterer Wohnraum für die Eigentümerfamilie geschaffen, die seit den 1930er Jahren wieder auf dem Hornberg wohnt. Danach wurden zunächst die ehemaligen Stallungen der Vorburg zu einem Panorama-Restaurant mit weitem Blick über das Neckartal umgebaut. Später wurden in über den Ställen gelegenen Knechtsstuben Hotelzimmer eingerichtet, so dass sich in Teilen der Vorburg auch ein Hotel umgeben von Weinbergen präsentiert, das von einer Nebenlinie der Burgeigentümerfamilie betrieben wird. Ein Museum wurde 1968 von Hans-Wolf Freiherr von Gemmingen mit Beständen aus eigenem Besitz und Neuerwerbungen im Turm und der ehemaligen Küche der oberen Burg eingerichtet (es wurde 1998 in den Weinverkauf in der Vorburg verlegt). Gezeigt werden neben Artefakten aus älteren Epochen Waffen und Rüstungen aus dem Mittelalter, darunter die Originalrüstung Götz von Berlichingens, sowie eine Dokumentation zur Geschichte der Burg. Neben der Burg kann auch der historische Weinkeller besichtigt werden. In einem später entstandenen Schafstall befindet sich heute der Ticket- und Weinverkauf, in dem vor allem Erzeugnisse des zur Burg gehörenden Weingutes angeboten werden.
Die obere Burg ist der Öffentlichkeit für Besichtigungen zugänglich, auch Burgführungen werden hierfür angeboten. Gelegentlich wird sie auch für Veranstaltungen, Ausstellungen und Filmaufnahmen genutzt. 1949 etwa diente die Burg als Kulisse für den Film Königskinder von Helmut Käutner.

## Anlage

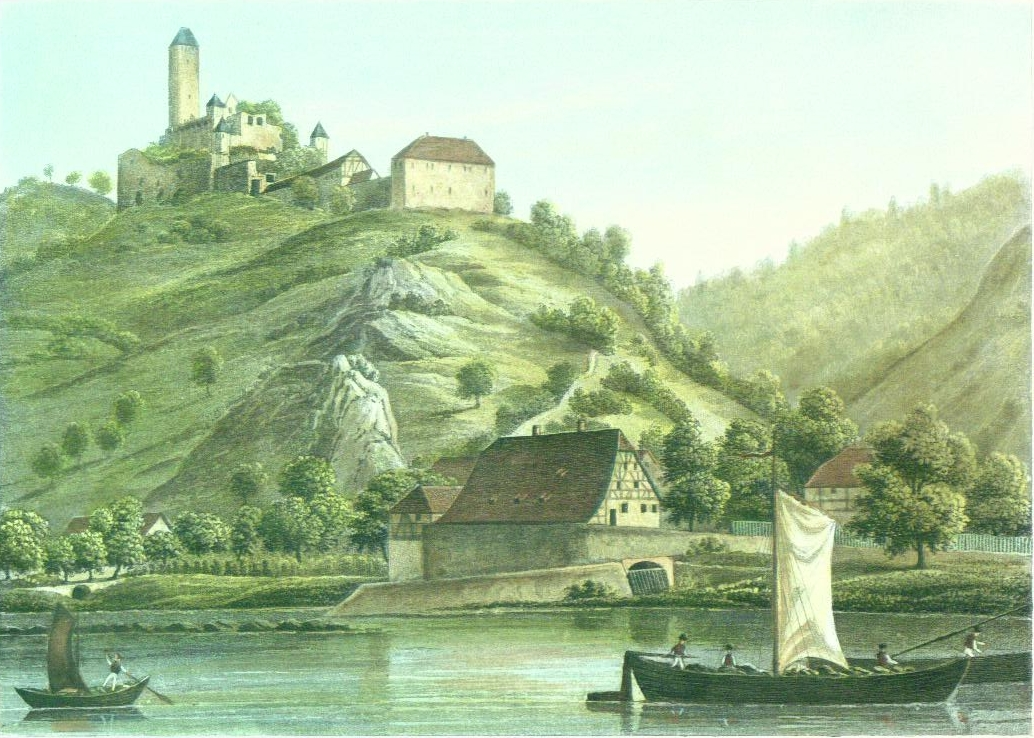
Burg Hornberg 1840

Die Burganlage liegt auf einem 228,6 m ü. NHN hohen schmalen Bergsporn und erstreckt sich über eine Länge von 170 m. Sie bestand ursprünglich aus zwei getrennten Burganlagen, die jeweils für sich alleine wehr- und verteidigungsfähig waren. Zwischen ihnen lag die gemeinsame Vorburg. Um 1510 wurden von Conz Schott von Schottenstein beide Burgen samt der Vorburg mit einer gemeinsamen Mauer als zusätzliche Befestigung umschlossen.

### Untere Burg

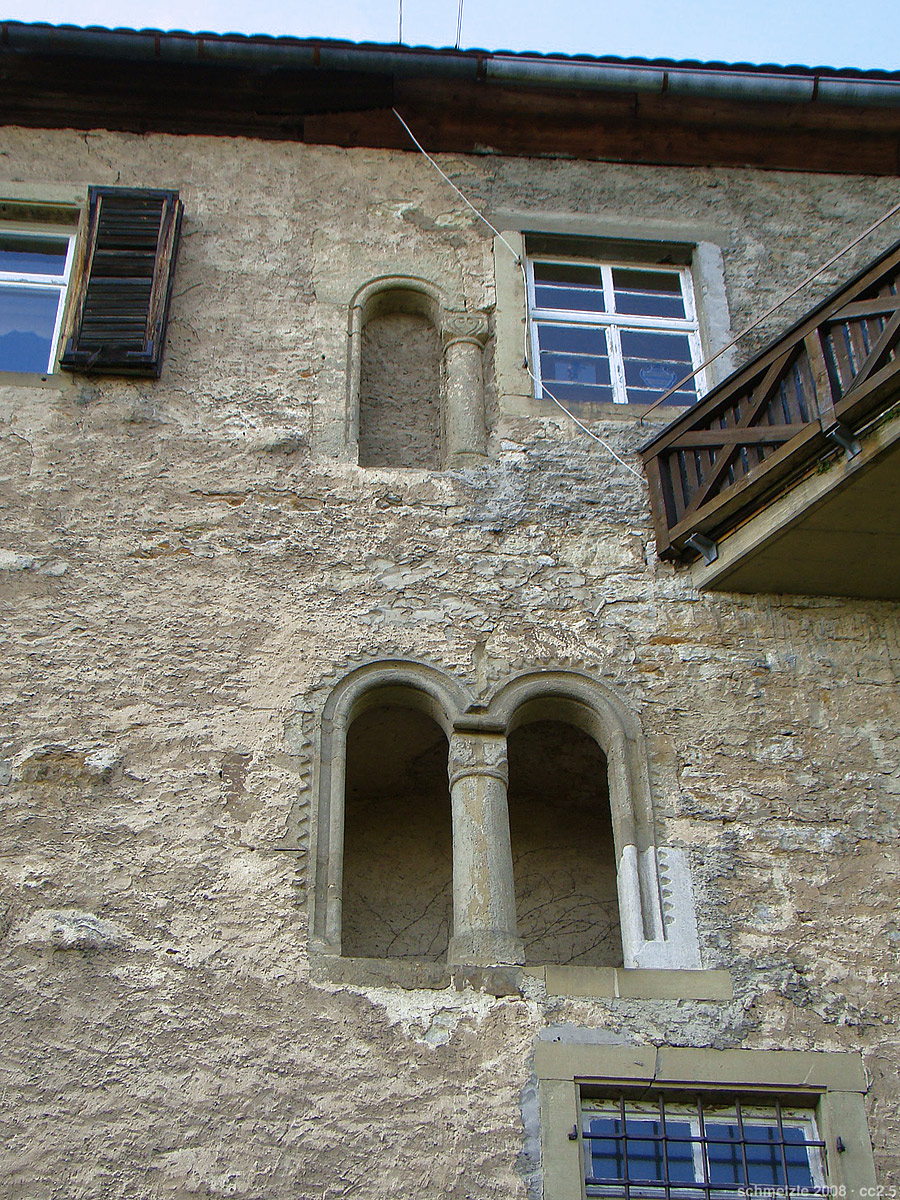
Zwei von bislang drei seit 1956 durch den Burgherrn wiederentdeckten romanischen Zwillingsfenstern am Turmpalas der unteren Burg

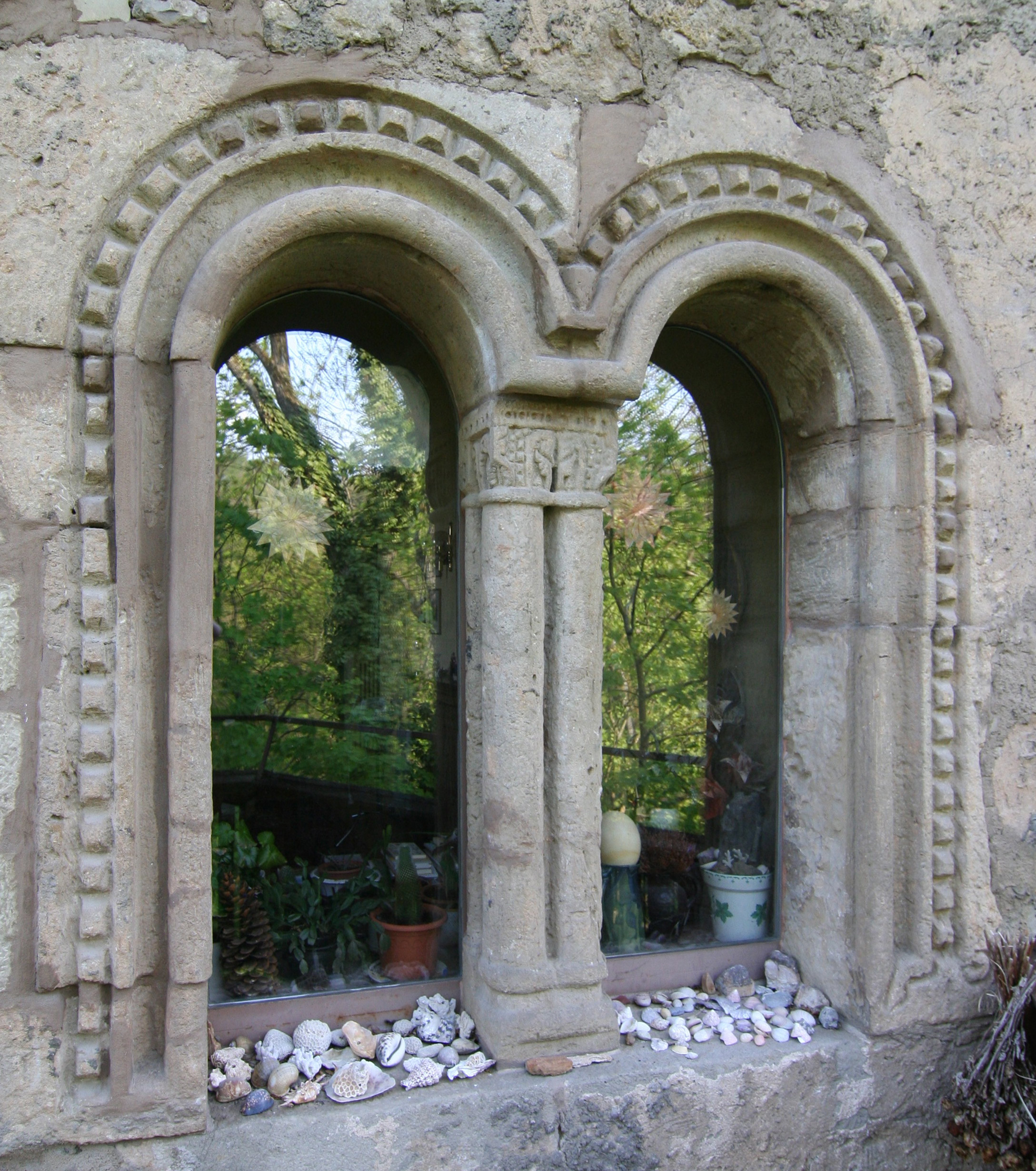
Das dritte Doppelfenster

Die untere Burg besteht aus dem ältesten Gebäude der Anlage, dem heute von der Eigentümerfamilie bewohnten romanischen Turmpalas (in alter Literatur fälschlicherweise auch oft als Mantelbau vermutet). Er stammt wahrscheinlich aus der Mitte des 12. Jahrhunderts. Das Gebäude mit einer Grundfläche von 12 × 25,5 Metern weist durchgehende wehrhafte Mauerstärken von 2,70 Metern an der Nordseite und 1,50 bis 1,80 Metern an den restlichen Seiten auf. Das 15 Meter hohe Gebäude ist so stabil ausgeführt, dass es ursprünglich wohl noch mindestens eine weitere Etage besaß. Der Bau war für die damalige Zeit außergewöhnlich groß und übertraf in seinen Dimensionen das in derselben Epoche erbaute Steinhaus der Kaiserpfalz Wimpfen. Die besonders dicke Nordwand ist als Angriffsseite zu verstehen, an die sich ein heute verschwundener Halsgraben angeschlossen haben könnte, während die Südseite wohl durch weitere Befestigungen geschützt lag. Der Palas wies drei romanische Zwillingsfenster auf, die mit Rundstab, Hohlkehle und Diamantstab verziert sind und deren Mittelsäulen von Würfelkapitellen mit Darstellungen von Weintrauben und Reben bekrönt sind. Ein derart reicher Bauschmuck weist das Gebäude als repräsentativen Wohnturm aus. Durch verschiedene historische Umbauten ist die ursprüngliche Fenster- und Türsituation nur noch fragmentarisch zu erkennen. Wo sich der ursprüngliche Zugang zum Gebäude befand, ist nicht bekannt.

### Sogenannte Schildmauer in der oberen Burg

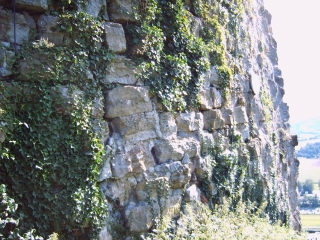
Außergewöhnlich große und grob bearbeitete Steine in der sogenannten Schildmauer

Über die gemeinsame Vorburg erreicht man über einen Zwinger das obere Torhaus (Nordtor) mit dem alemannischen Fachwerk und die Obere Burg. Zur oberen Burg gehören neben einer sogenannten Schildmauer, Bergfried, Burgkapelle und Palas noch weitere Wohnbauten.
Die „Schildmauer“ im Norden der Oberen Burg erreicht heute eine Höhe von 7,50 Metern und war ursprünglich sicher noch höher. Ihre Mauerstärke beträgt im Zentrum rund 7 Meter, zu den Seiten hin noch etwa 5,50 Meter. Nach Westen hin endet die Mauer sehr unregelmäßig – möglicherweise ein Hinweis darauf, dass die Mauer einst noch ein Stück nach Westen fortgeführt war. Diese massive Mauer stellt heute, wohl ebenso wie der auf ihr stehende Bergfried, eines der größten Rätsel der Burg dar, da sie nicht sicher datierbar ist und möglicherweise bereits lange vor der Zeit, in der Schildmauern üblich wurden, bereits stand. Selbst sehr gründliche Burgenforscher, wie Adolf Zeller, der um 1900 die Burg aufwendig mit den damals modernsten Mitteln vermaß und untersuchte, fanden keine Erklärung. In Chroniken des 17. Jahrhunderts spricht Reinhard von Gemmingen gar von einer römischen Mauer; allerdings lässt sich dies auf Grund der überaus grob behauenen Steine und anderer Merkmale heute sicher ausschließen. Für diese grobe Mauerarbeit wurde bisher noch kein weiteres Beispiel in der weiteren Umgebung der Burg gefunden. Auch die Lage der Mauer und ihre Dimensionen wollen nicht in ein Konzept passen, zumal wenn man dies im Kontext mit dem umliegenden Gelände und der zu jenen Zeiten verfügbaren Waffen sieht. Die Eigentümerfamilie vermutet, dass es sich hier um ein vorromanisches Bauwerk handeln könne, welches eventuell in Verbindung mit der Notburga-Sage oder mit Ungarnwällen zu sehen sei. Für Letzteres spräche auch die Lage und Ausdehnung der Burganlage.

### Bergfried der oberen Burg

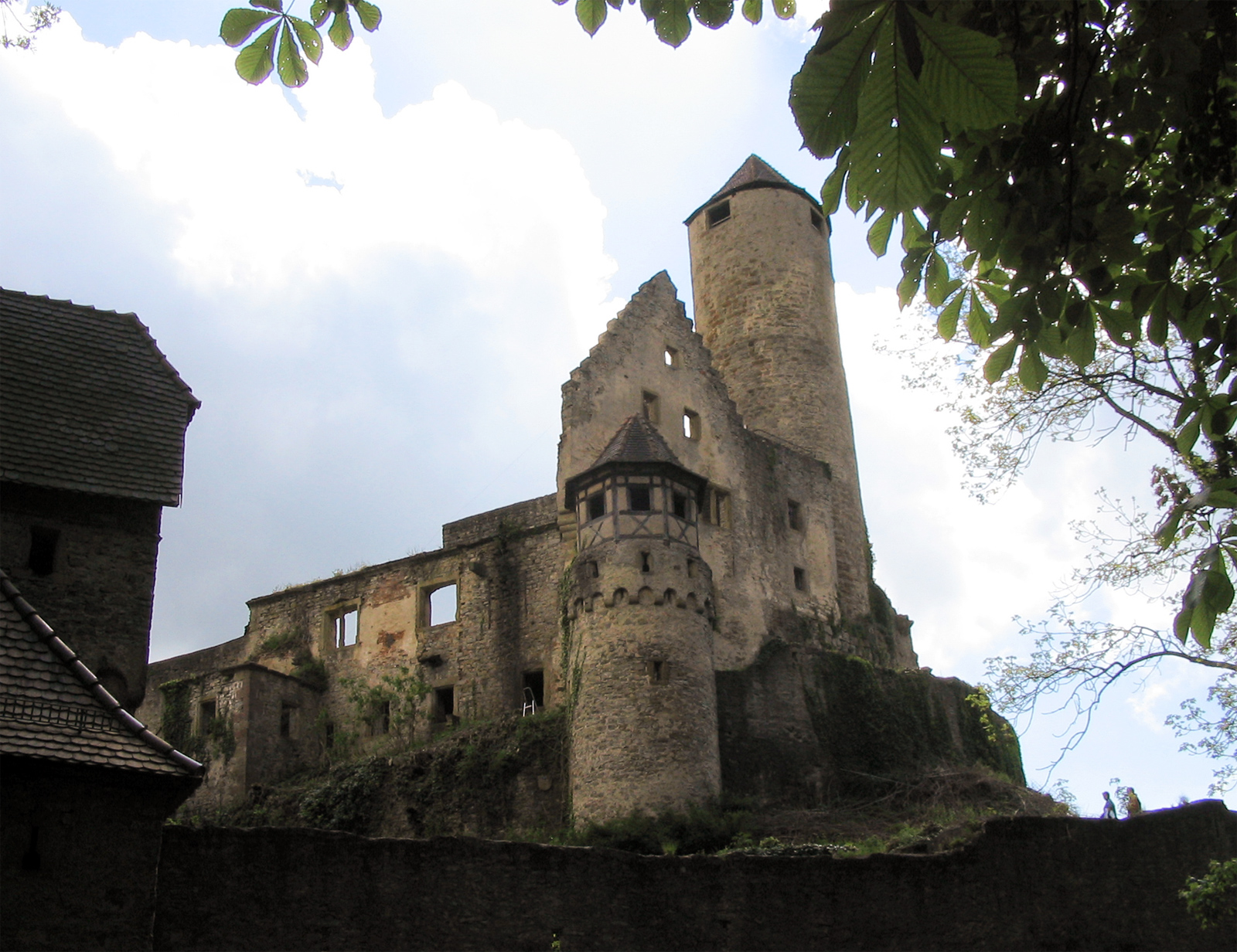
Obere Burg

Vorbei am Pulverturm mit einem Abtritt in schwindelerregender Höhe betritt man die obere Burg. Dort ist der Berlichingensche Palas noch als Ruine erhalten. Der schlanke, zur Angriffsseite hin halbkreisförmige und an der Rückseite (Südseite) abgeplattete Bergfried steht an der höchsten Stelle und ist ca. 33 m hoch. Der Unterbau unterhalb der romanischen Pforte wird seit dem 17. Jahrhundert immer wieder als vollkommen massiv angenommen; wohl weil beim Betreten des Turmes dies der erste Eindruck ist. Jedoch sind keine Untersuchungen bekannt, die dies sicher nachweisen bzw. nachweisen, dass dies auch schon von Beginn an so war. Und auch das Alter des Turms ist ungewiss, hatte die frühen Burgenforscher um 1900 gerne das 10., spätestens das 11. Jahrhundert als Bauzeit genannt, gehen aktuellere Untersuchungen von der Mitte des 14. Jahrhunderts aus, weil die Mauer darunter nun als Schildmauer gedeutet wird, deren Art erst gegen Ende des 12. Jahrhunderts aufkam, und deuten die diese Ansicht störende romanische Pforte als zweitverwendet. Jedoch fehlen auch alle zu dieser Zeit üblichen baulichen Merkmale, die mit den Kreuzzügen auch in Deutschland verbreitet waren. Auch die Art des verwendeten Mörtels lässt einen Bauzeitpunkt, laut Krieger, nach 1200 sehr unwahrscheinlich erscheinen. Ungeklärt sind auch der äußere ovale und der innere rechteckige Grundriss, denn üblicherweise haben diese Türme innen wie außen denselben Grundriss. In die beiden Untergeschosse sind Holzdecken eingezogen. Die einzigen Lichtöffnungen bilden schmale Schlitzfenster auf der Rückseite. Die Wände des obersten Turmzimmers sind von sechs unterschiedlich großen Fenstern durchbrochen, die Aussicht nach allen Seiten gewähren. Der ursprüngliche Eingang befand sich in einer Höhe von etwas über 15 Metern. Der Bergfried wurde von den Berlichingen, in der Absicht die Burg in ein Renaissance-Schloss umzubauen, um einen Treppenturm ergänzt. Ein Söller verbindet den oberen Ausgang des Treppenturms seitdem mit dem Eingang des Bergfrieds und ermöglicht einen leichten Aufstieg zur Aussichtsplattform.

### Hauptbereich der oberen Burg
Hinter dem Bergfried steht die Burgkapelle aus dem 15. Jahrhundert, ein eher schlichter Bau, in dessen Inneres man durch ein spitzbogiges Portal mit Wappenschild gelangt. Der Innenraum wird von Kreuzgewölben überspannt. Unter der Kapelle befindet sich die Familiengruft derer von Gemmingen. Die Zwinger wurden im 13. und im 15. Jahrhundert ergänzt und geändert. Ein weiterer Zwinger und der große Berlichingensche Palas folgten im 16. Jahrhundert.
Der imposanteste Bau der oberen Burg ist der Palas mit dem Wendelstein. Er wurde von Jakob von Berlichingen im 16. Jahrhundert erbaut. Die Räume des Untergeschosses dienten als Küche, Backstube und Abstellräume. In der Bäckerei sind noch Reste zweier Backöfen zu sehen. Die Küche wird von einem gotischen Kreuzrippengewölbe überspannt, dessen Schlusssteine Wappen zieren. Ein großer Raum im Obergeschoss ist der sogenannte Rittersaal. An der Ostwand ist zwischen zwei Doppelfenstern ein alter Kamin zu sehen. Der Wendelstein, ein sechseckiger Treppenturm, ist der jüngste Bauteil der oberen Burg. Erbaut wurde er 1573 von Philipp Ernst von Berlichingen. Besonders kunstvoll ist das Portal gestaltet: Neben dem rundbogigen Eingang erheben sich über zwei Fratzengesichtern geschwungene Halbsäulen mit reicher Ornamentik, bekrönt von Kapitellen, Akanthusreihen und Engelsköpfchen. Über den Kapitellen führen Pilaster weiter nach oben bis zum Kranzgesims. Den oberen Abschluss bildet eine giebelbekrönte Steinplatte mit dem Wappen derer von Berlichingen. Der Wendelstein führt zum Hocheingang des Bergfrieds hinauf und bildet zugleich den Zugang zum Museum im Palas.

### Gemeinsame Vorburg
Die von der oberen und unteren Burg gemeinsam genutzte Vorburg liegt zwischen den beiden historischen Burgarealen. Hier befanden sich frühere Wirtschaftsgebäude wie der Marstall (heutiges Restaurant), das Wingerthaus (auch Bandhaus oder Weingärtnerhaus genannt), die Waschküche (heutiges Kühlhaus) und der erst im 18. Jahrhundert erbaute Schafstall (heute Hotel und Weinverkauf). Sowohl über den Stallungen als auch im Wingerthaus waren jeweils auch Wohnräume für das Dienstpersonal. Vermutlich gingen diesen relativ spät errichteten Steinbauten Holzgebäude voraus, welche die Burg schon vor dem Errichten der Umfassungsmauer von außen besehen als eine geschlossene Anlage erscheinen ließen.

### Wasserversorgung
Die Wasserversorgung der Burg war wohl immer ein Problem. Sie erfolgte zunächst mittels eines heute noch erhaltenen Eselsweges im Osten der Burg, der zu einer dritten, etwas kleineren Pforte in der Ostmauer führte. Im 15. Jahrhundert wurden zwei Brunnen erwähnt, deren Lage jedoch heute nicht mehr sicher erkennbar ist. Bei einer Bestandsaufnahme der Burg um 1610 wegen des bevorstehenden Verkaufs an die Herren von Gemmingen war von einer alten Leitung aus Ton die Rede, die zu einer Quelle oberhalb der Burg führte. Als gravierender Nachteil wurde angemerkt, dass diese bei Kriegshandlungen leicht mit einem Beil hätte zerstört werden können.

## Burgfriedhof
Oberhalb der Burg befindet sich ein Burgfriedhof mit einer 1884 von Eisenlohr und Weigle erbauten Gruftkapelle. Nach Plänen der Architekten fertigte Maler Loosen aus Nürnberg die Ausmalung des Innenraums der Kapelle, die Glasfenster fertigte Karl de Bouché aus München.

## Weingut Burg Hornberg

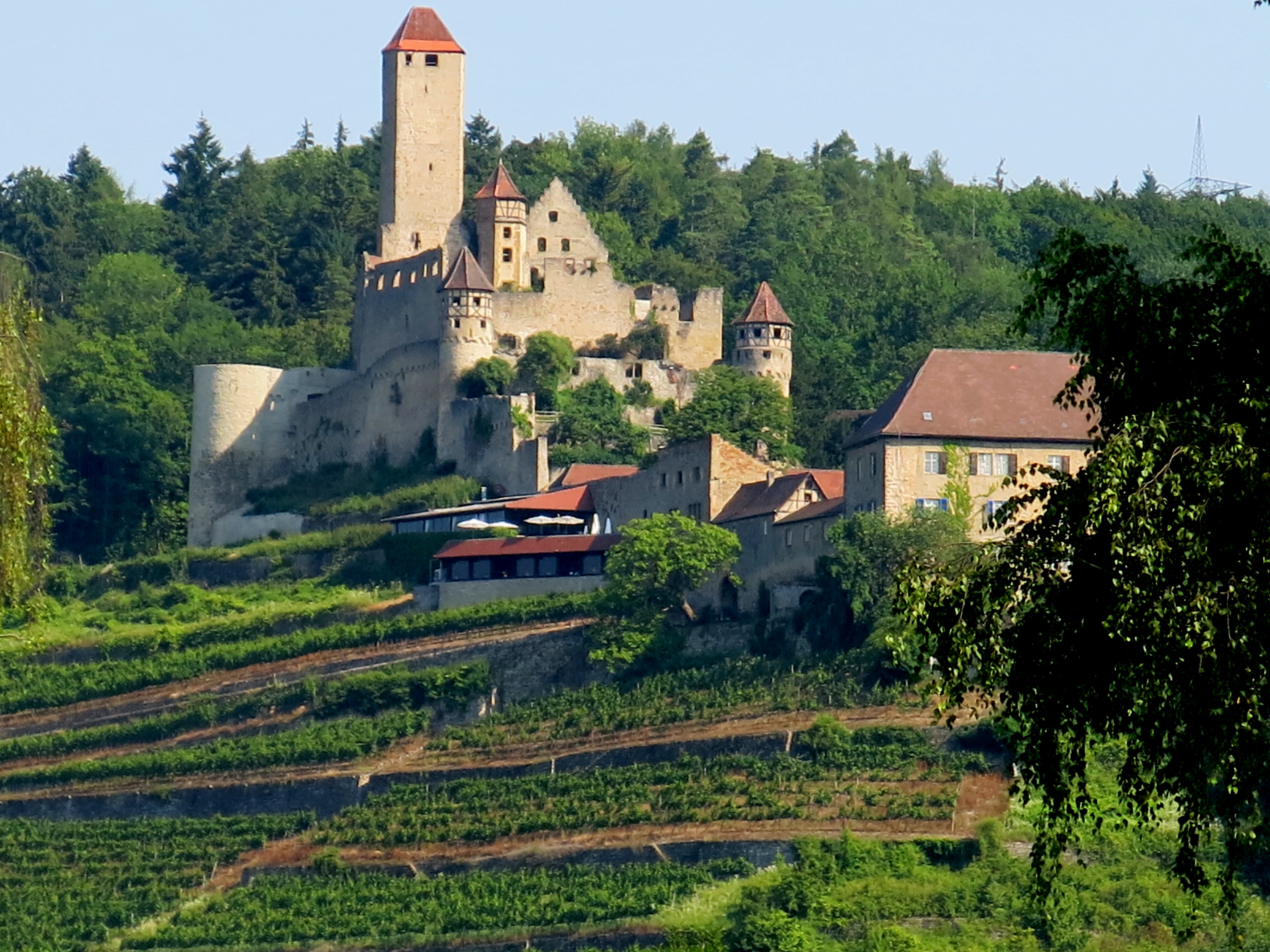
Weinreben unterhalb der Burg Hornberg (2013)

Schon mit der Ersterwähnung der Burg Hornberg im Jahre 1184 wird auch von den zur Burg gehörenden Weinbergen berichtet. Es gibt viele Anhaltspunkte, die bereits einen Weinbau seit der Römerzeit in Neckarzimmern nahelegen. Der frühere Mitbesitz an den Weinbergen unterhalb der Burg Hornberg durch das ehemalige Kloster Billigheim legt nahe, dass zumindest sehr früh mit dem Weinbau nach Abzug der Römer wieder begonnen wurde und somit eine etwa 1500-jährige Weinbautradition besteht. So erklärt sich auch, dass die Biphoren im romanischen Turmpallas der Burg Hornberg, welches zur Zeit der Ersterwähnung bereits stand, reichlich mit Motiven des Weinbaus verziert sind. Das Weingut Burg Hornberg gilt heute nach Urkundenlage als das zweitälteste noch existierende Weingut der Welt und das älteste Weingut in Baden-Württemberg. Auf den Lagen Götzhalde und Wallmauer wird eine Vielzahl von Weinen auf circa 10h Fläche in Steilterrassen angebaut. Darunter auch historische Rebsorten wie Muskateller und Traminer. Der von diesem Weingut ebenfalls angebotene Sekt erinnert wegen der sehr ähnlichen Klima- und Bodenverhältnisse stark an die Erzeugnisse aus der Champagne. Von alters her bis in die Gegenwart gehören zu den Kunden des Weingutes diverse europäische Kaiser- und Könighöfe. Das Weingut liegt auf badischem Gebiet an der Grenze zu Württemberg und galt bis in die 1980er Jahre als badisches Weingut. Seitdem wird es als württembergisch geführt, weil die Weine eher typisch württembergisch als badisch sind. Auf Burg Hornberg befindet sich ein Weinverkauf des Weingutes.

## Sonstiges
Neben dem Weingut gehören zur Burg auch umfangreiche Acker- und Waldflächen in der unmittelbaren Umgebung zur Burg. Unterhalb dieser Flächen wurde ab dem frühen 18. Jahrhundert bis etwa 1925 ein Gipsbergwerk betrieben. Den in etwa drei Kilometer Entfernung von der Burg gelegenen Stockbrunner (auch Stockbronner) Hof erwarb einst Götz von Berlichingen als Wirtschaftshof zur Burg und er gehört bis heute zur Burg Hornberg. Auf diesem Hof gibt es verschüttete Reste einer römischen Villa Rustica. Über die zur Burg gehörenden Flächen verlief einst der römische Limes. Knapp unterhalb der Burg wurde 1829 ein keltisches Grab in einem gemauerten Gewölbe freigelegt. Es wurde um 400 v. Chr. angelegt und enthielt Überreste mehrerer Personen und Schmuckbeigaben.

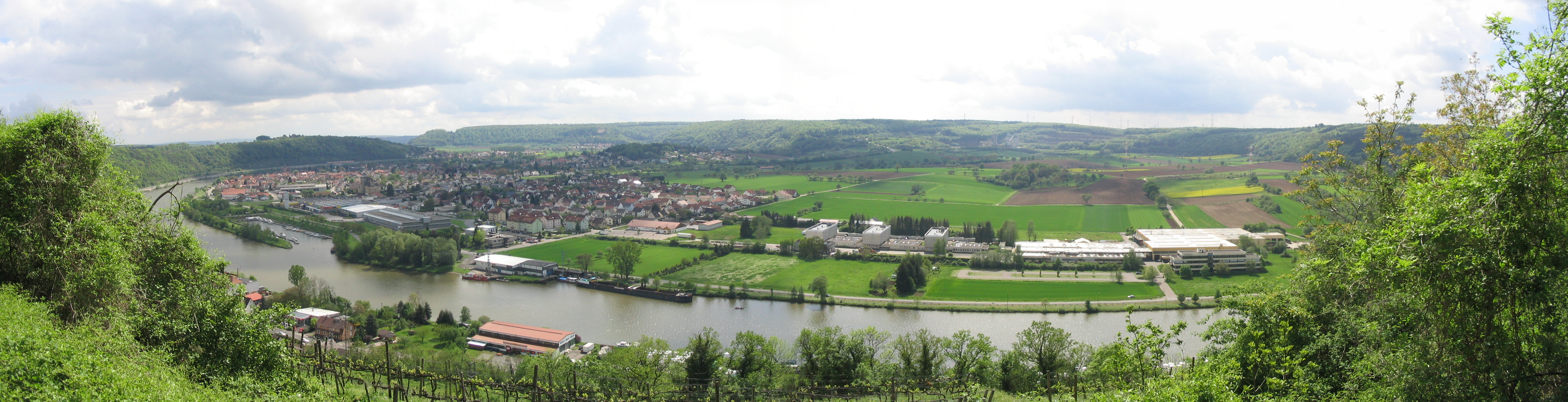
Blick auf das Neckartal und Haßmersheim von Burg Hornberg

- Mit der Burg Hornberg ist eine Variante der Sage um Notburga von Hochhausen verknüpft. Notburga soll die Tochter eines auf Hornberg regierenden Königs gewesen sein.
- Die in der Novelle Das Bild des Kaisers von Wilhelm Hauff vorkommenden zwei Burgen haben ihr Vorbild in den sich über den Neckar in Sichtweite gegenüberstehenden Burgen Hornberg und Guttenberg.